# الأرض الأكاديمية
الأرض الأكاديمية هو موقع ويب تم إطلاقه في الرابع والعشرين من مارس/آذار عام 2009.

ويعرض محاضرات فيديو مجانية على الإنترنت من جامعات مثل يو سي بيركيلي، هارفارد، إم آي تي، برينسيتون، ستانفورد، ويال، في مواضيع علم الفلك ، علم الأحياء، الكيمياء، علوم الحاسبات، الاقتصاد، الهندسة ، اللغة الإنجليزية، الأعمال الحرّة، التاريخ، القانون، الرياضيات ، الطب ، الفلسفة، الفيزياء، علوم السياسة، علم النفس وعلم الأديان.

## وصلات خارجية
- الأرض الأكاديمية